# Eunidia
Eunidia es un género de escarabajos longicornios.

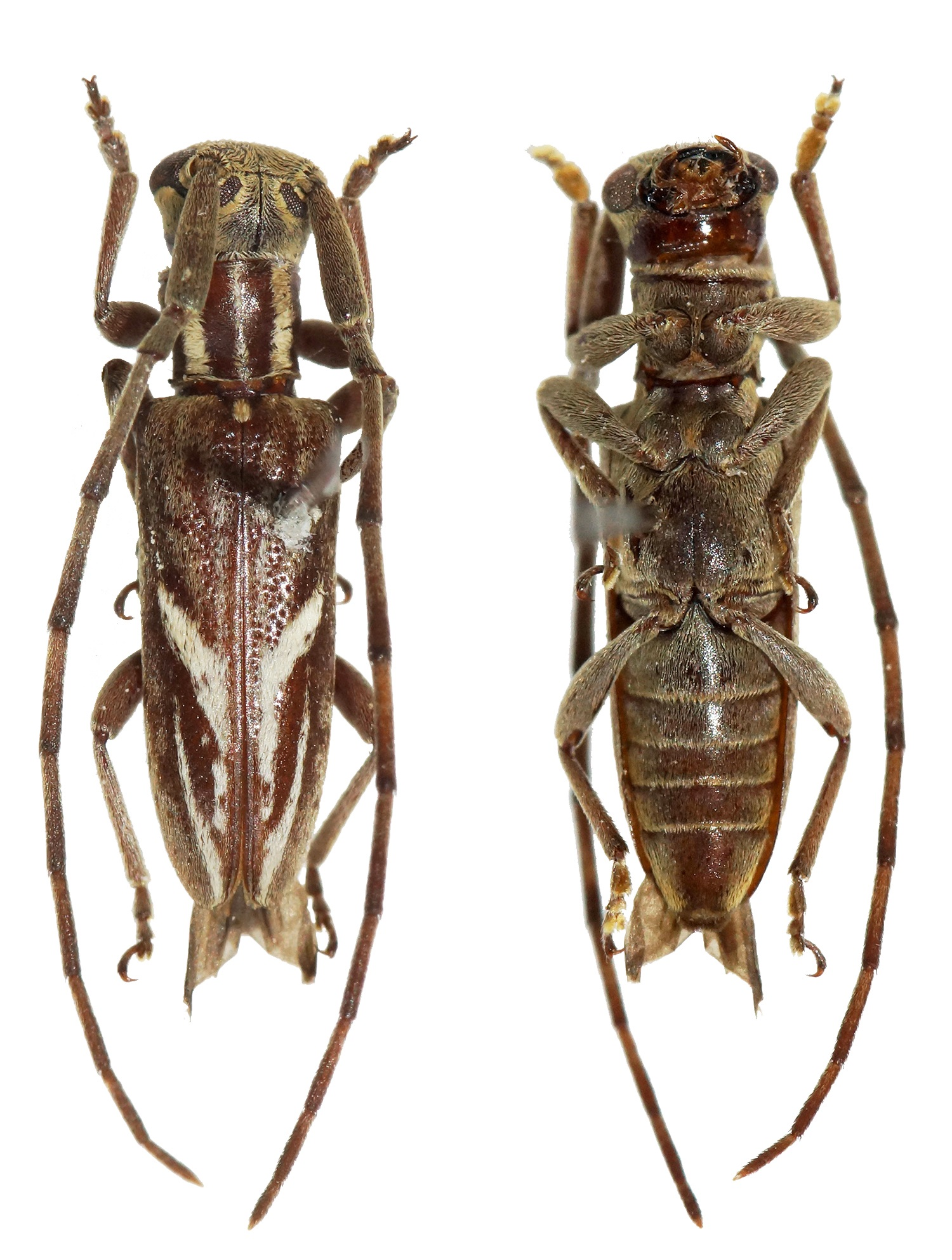
Eunidia brunneopunctata
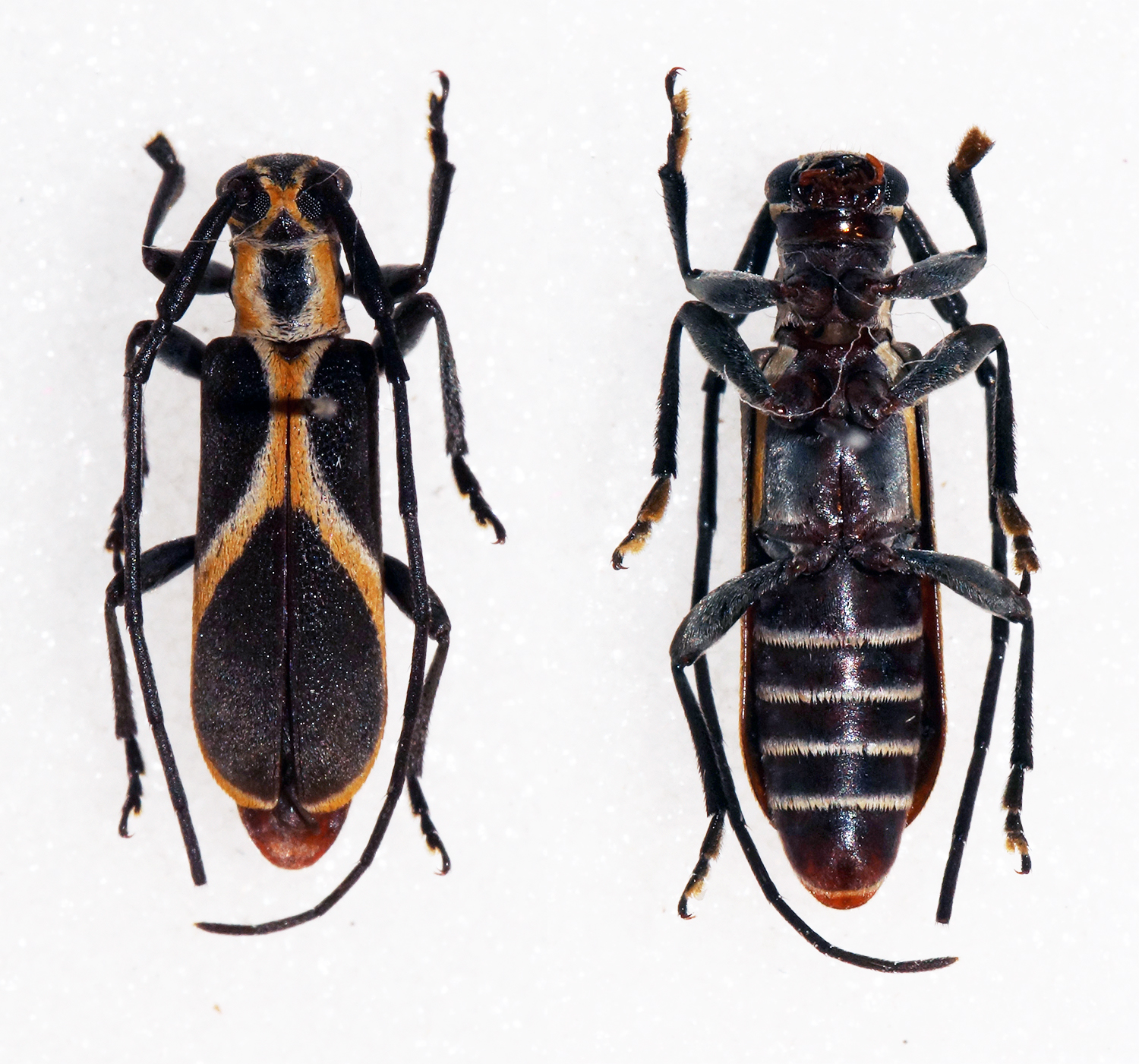
Eunidia euzonata
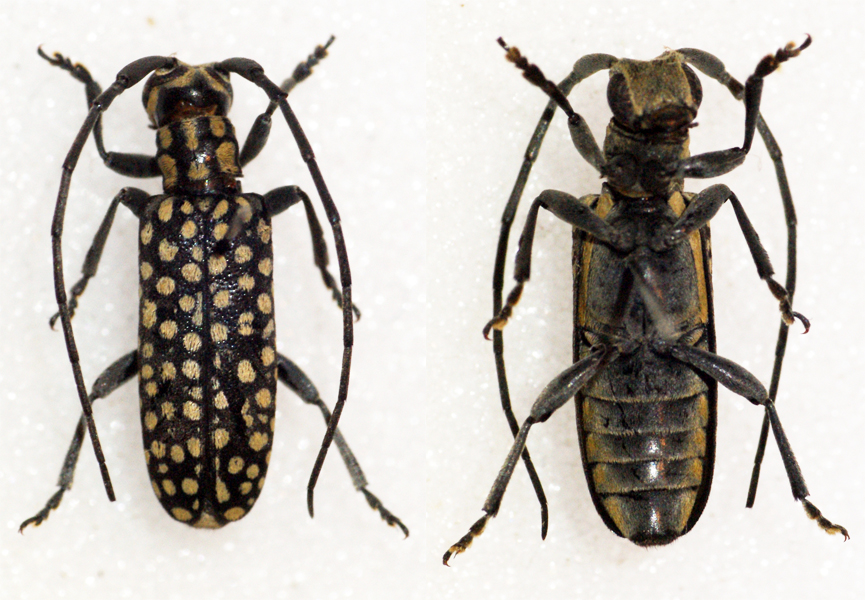
Eunidia guttulata
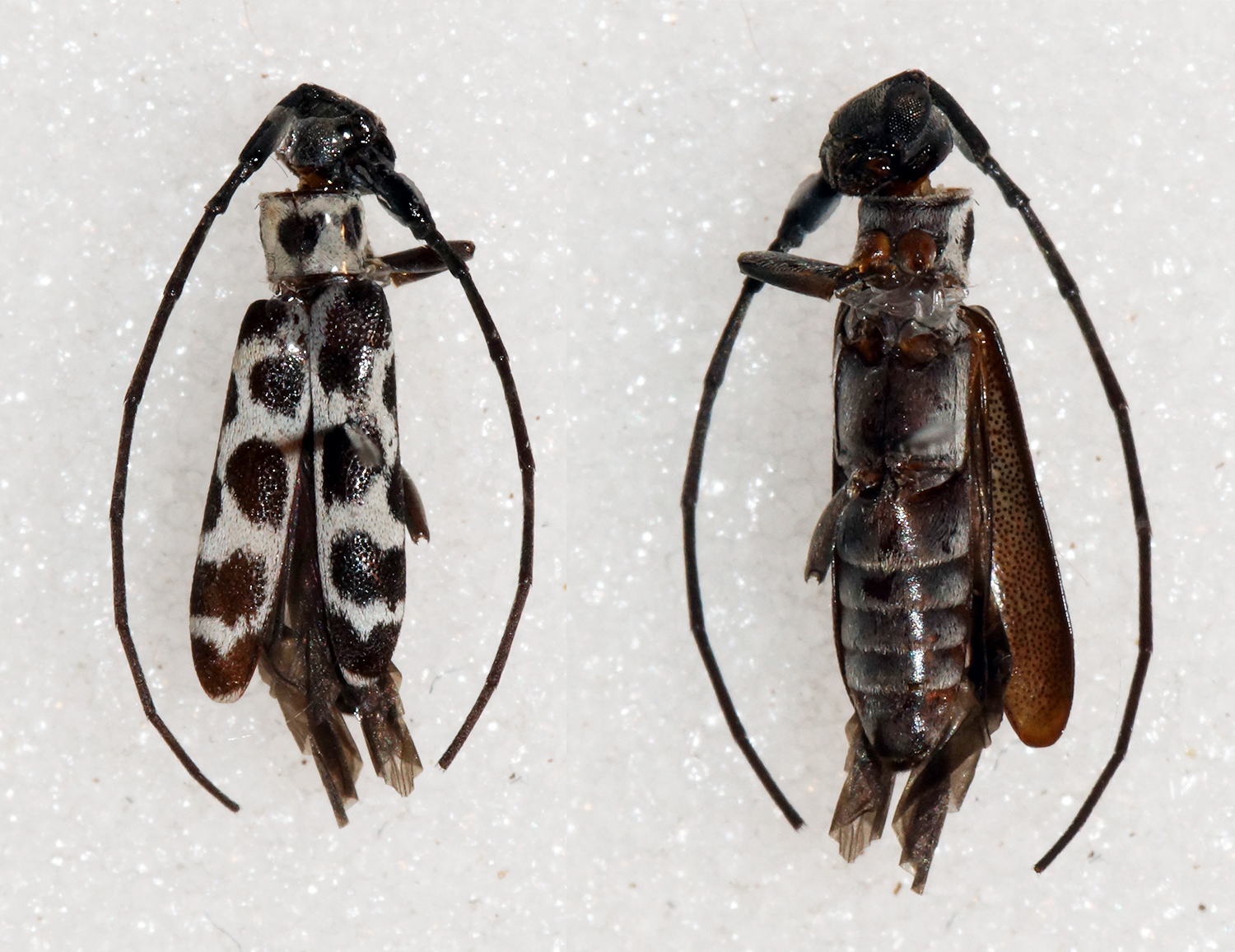
Eunidia multinigromaculata
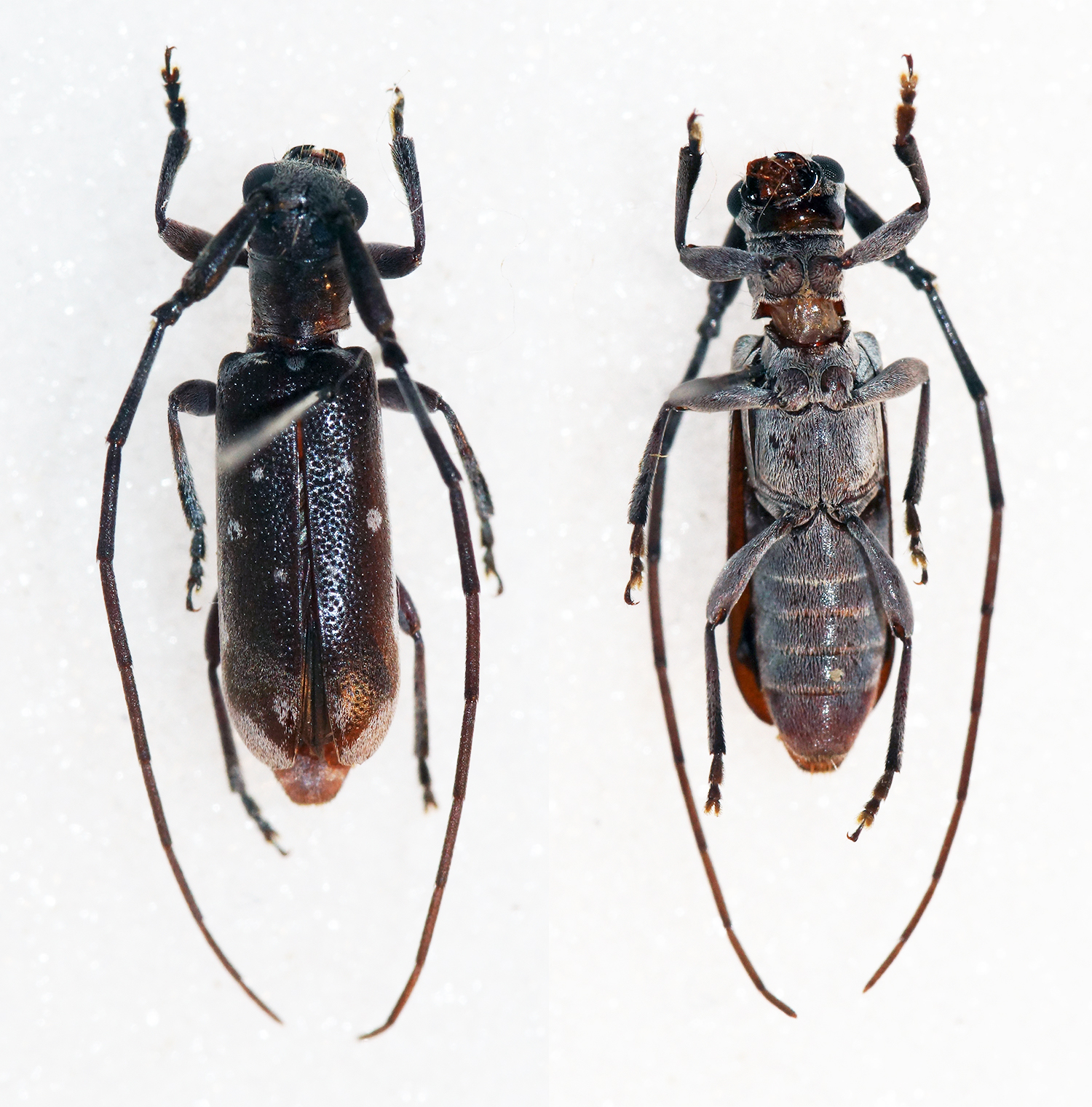
Eunidia thomseni
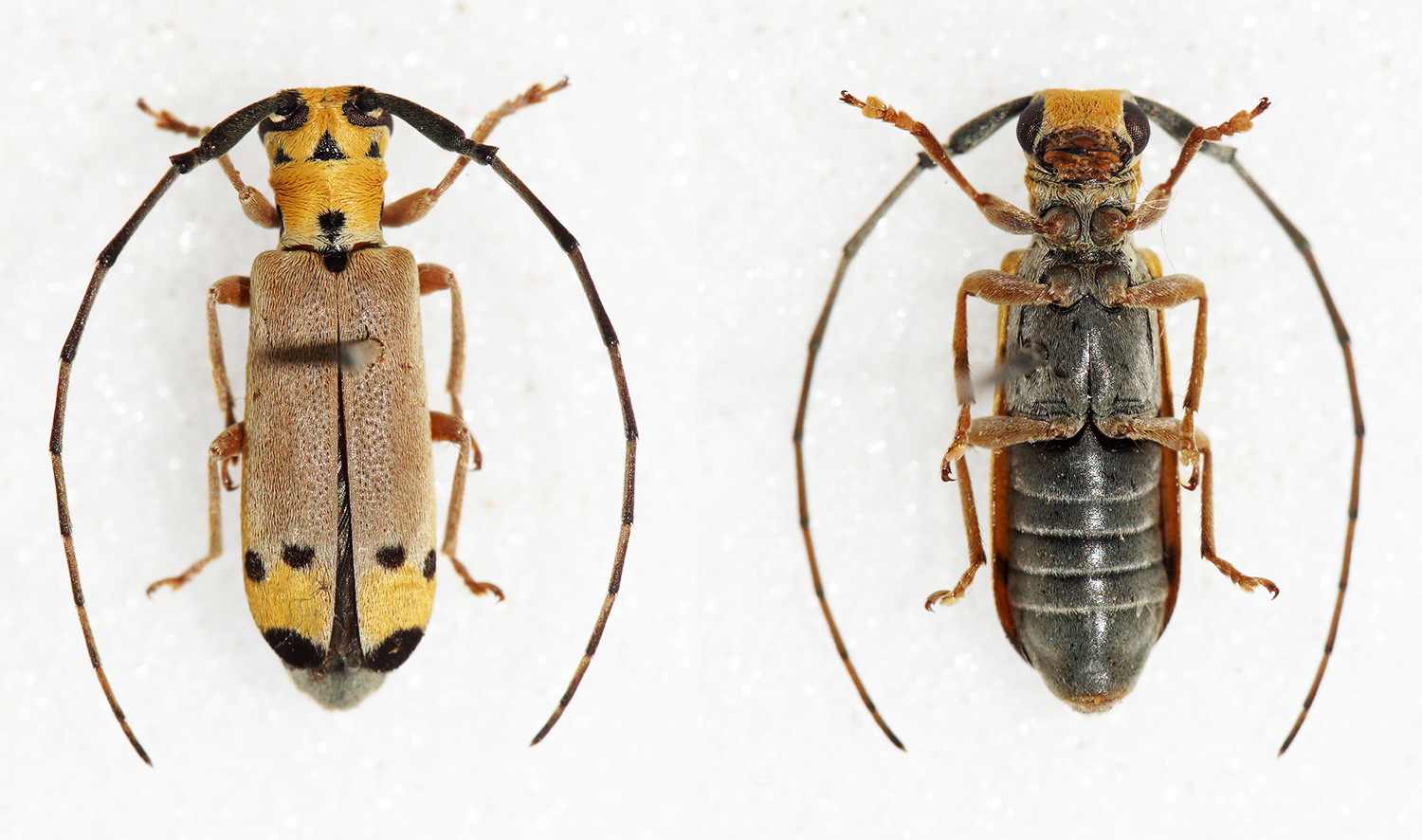
Eunidia tripunctata
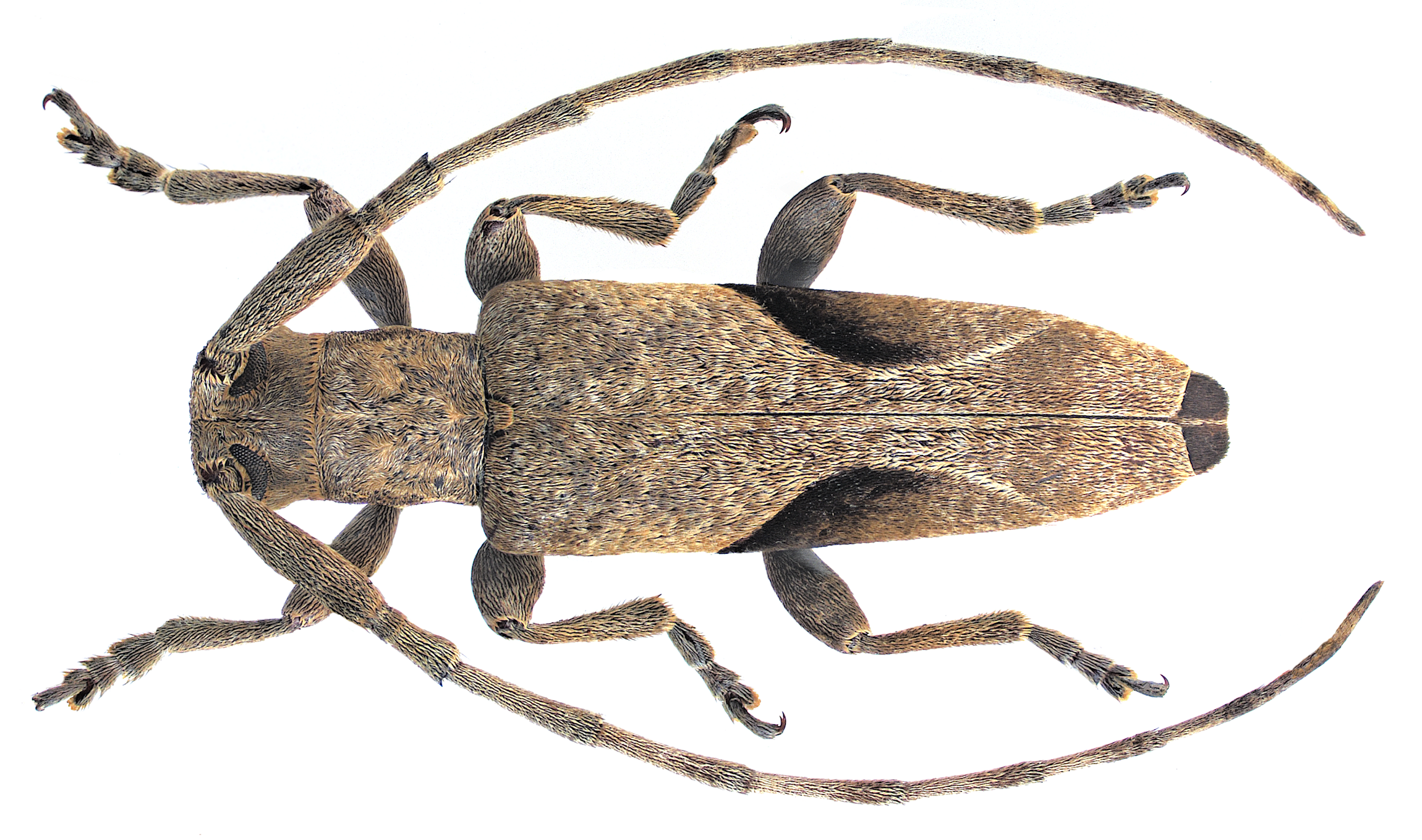
Eunidia nebulosa
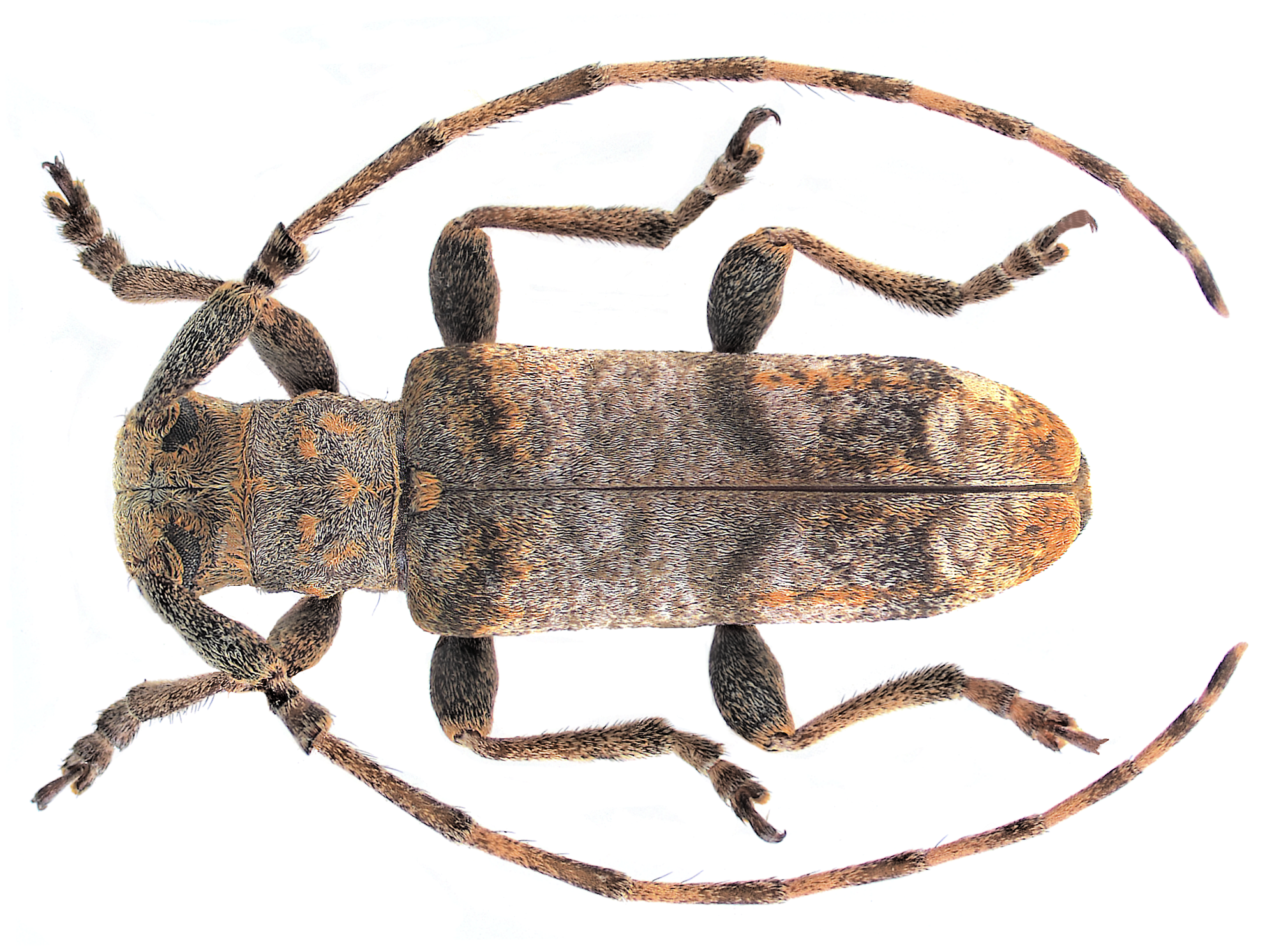
Eunidia subfasciata
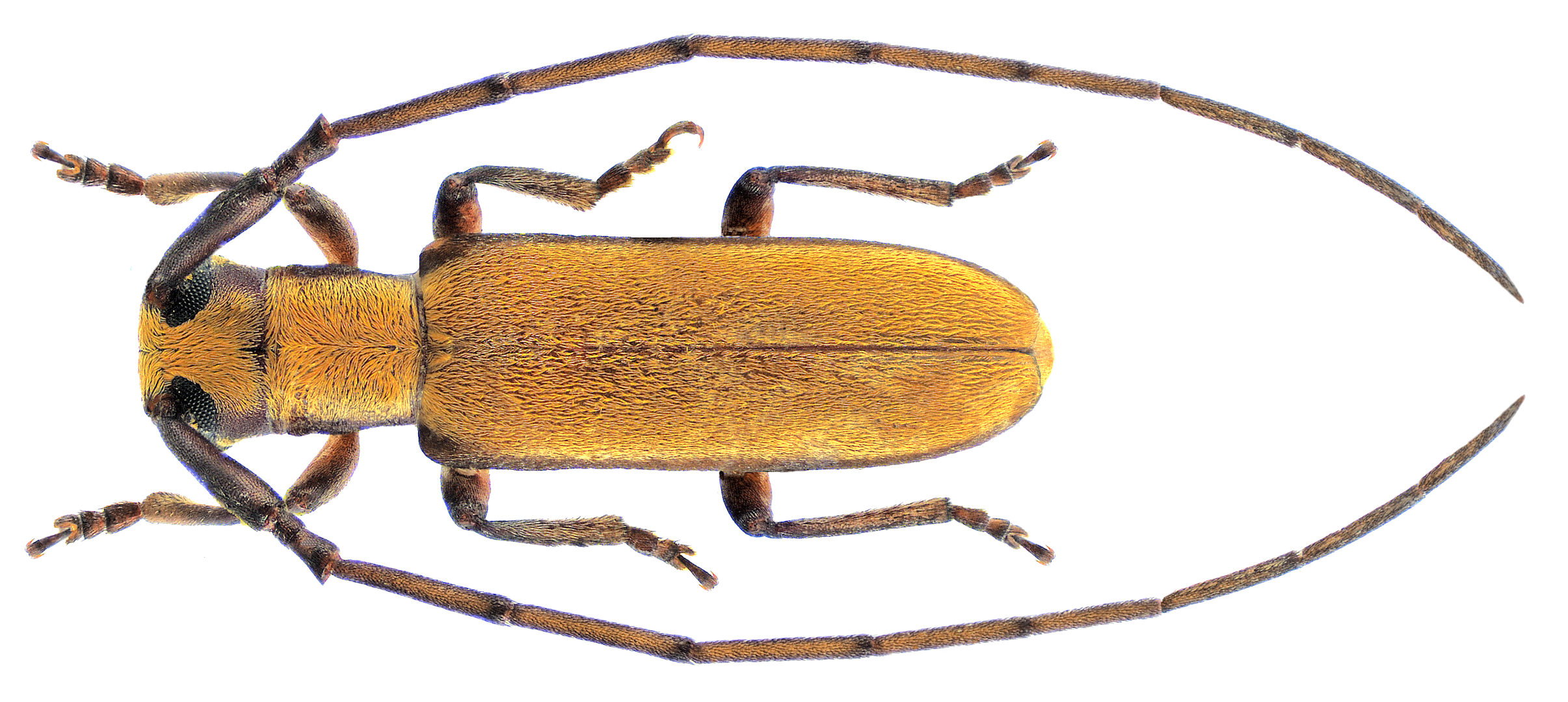
Eunidia lateralis
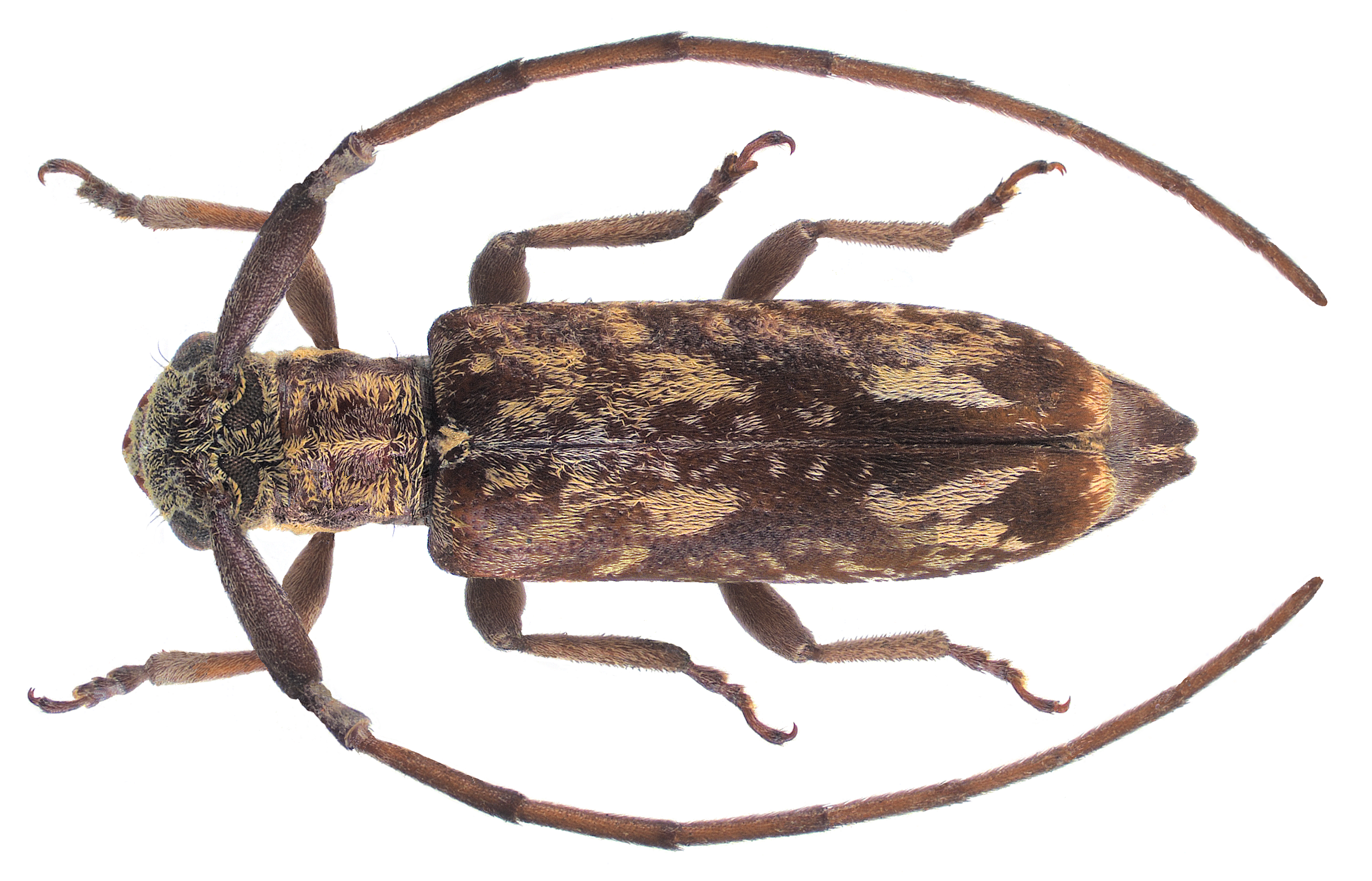
Eunidia marmorea
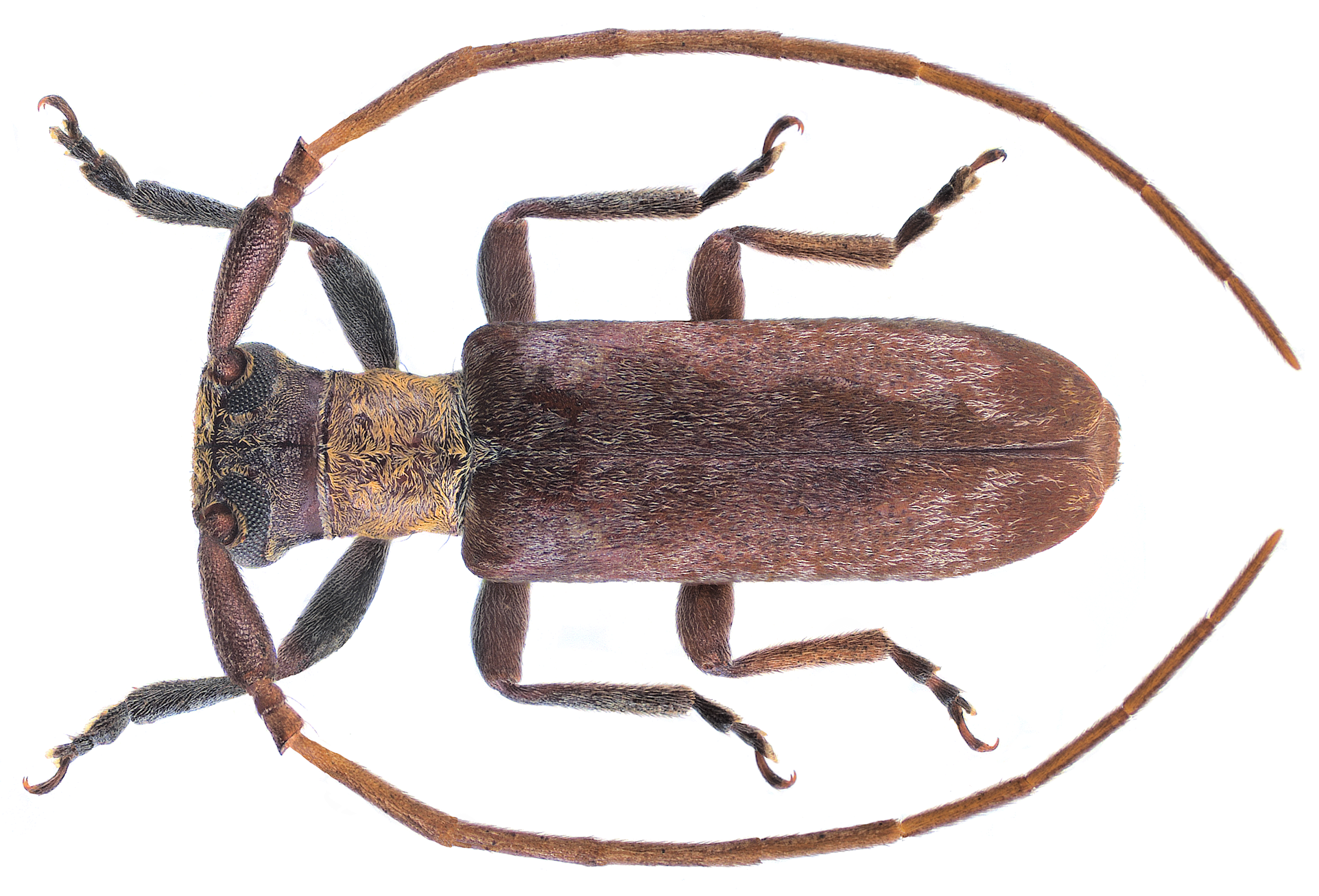
Eunidia flavoapicata
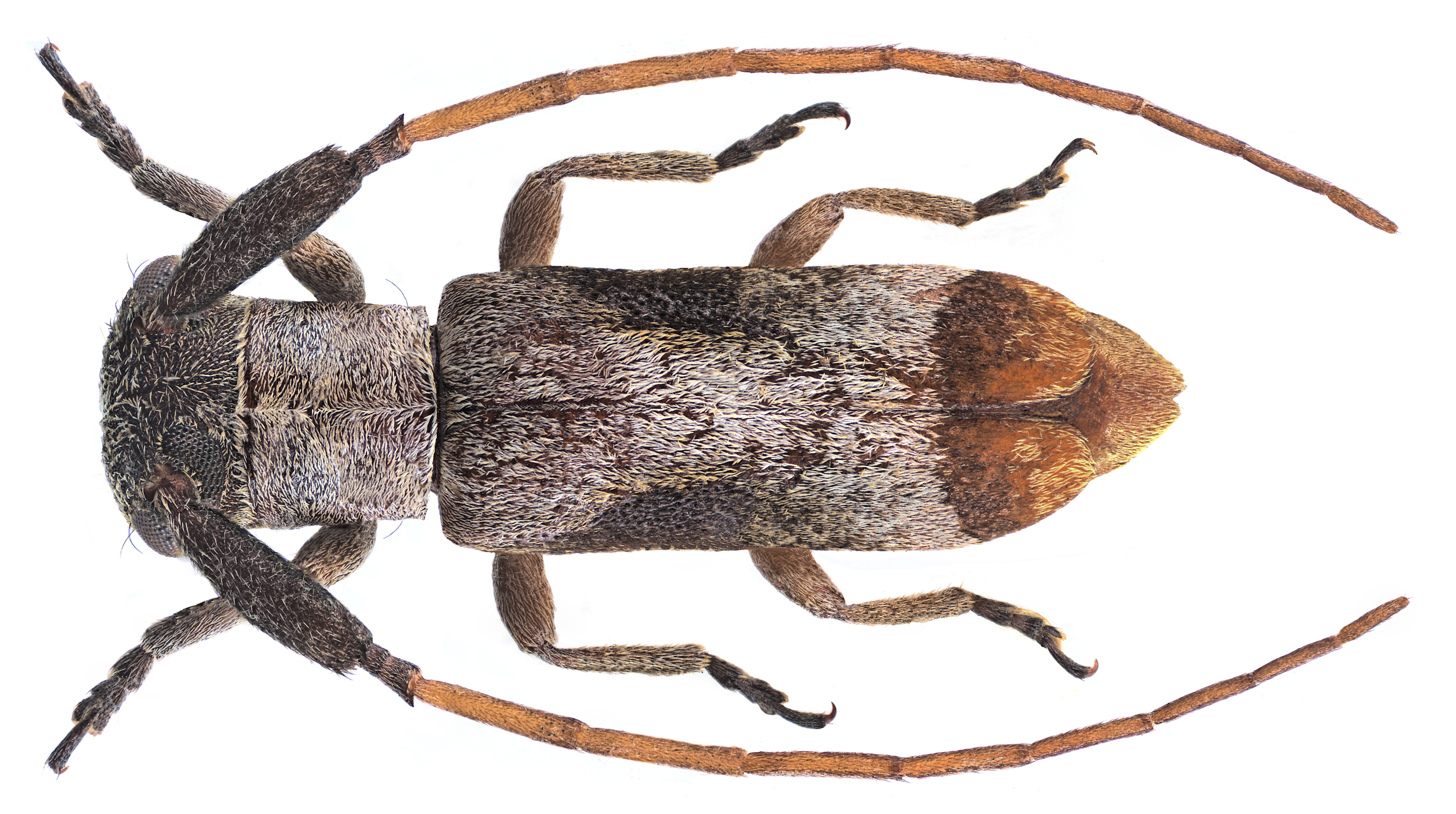
Eunidia kristenseni
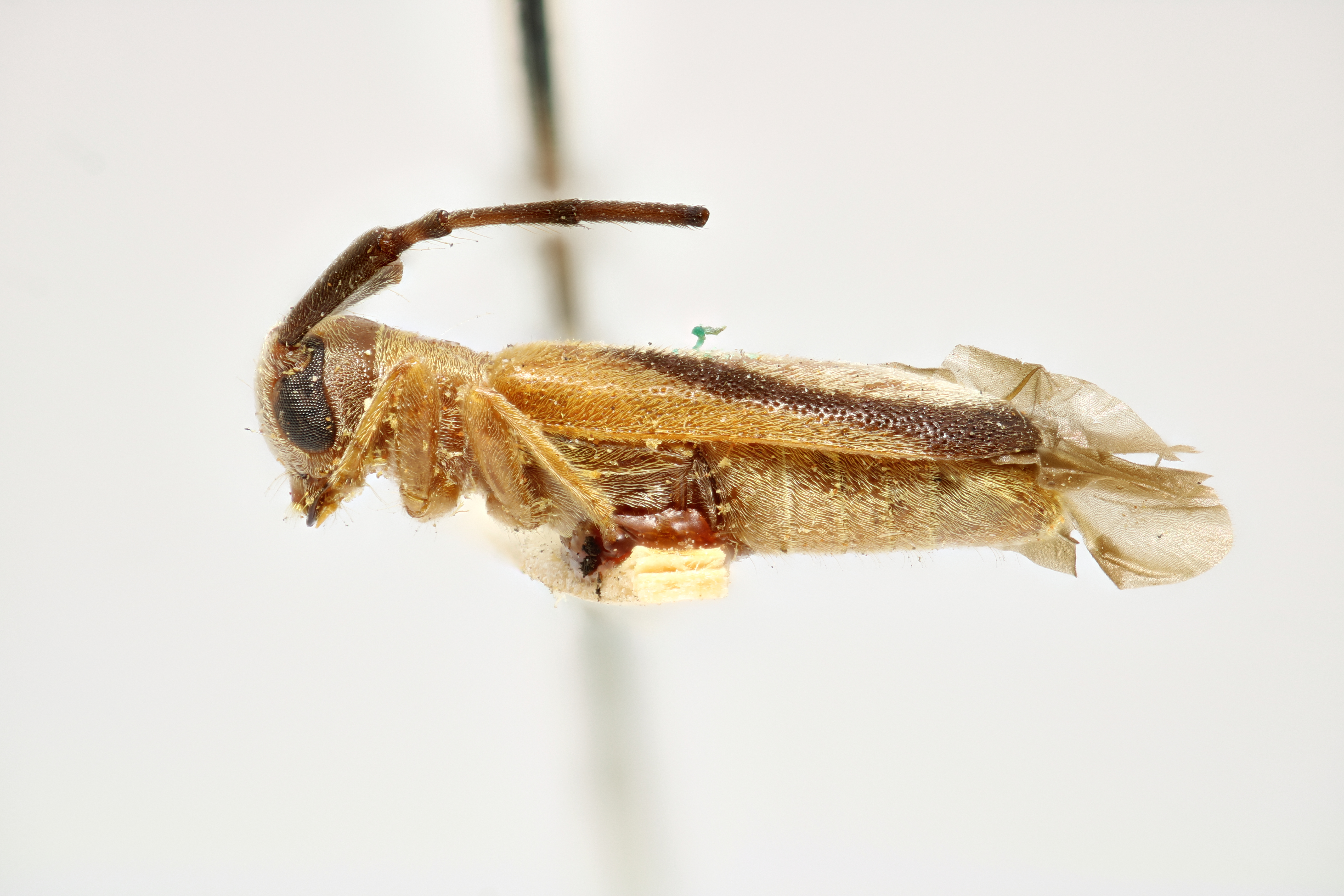
Eunidia nigrovittata
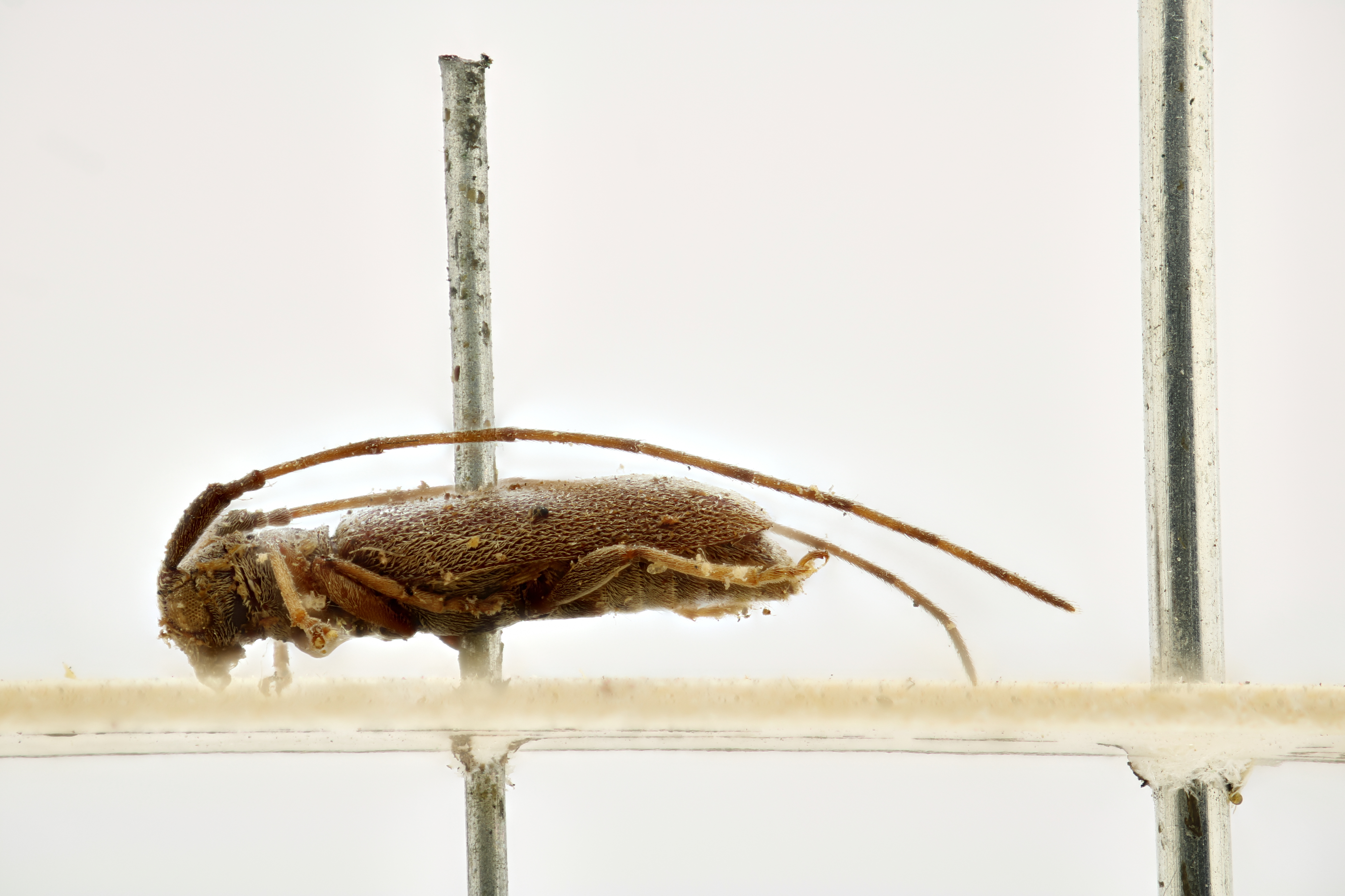
Eunidia timida
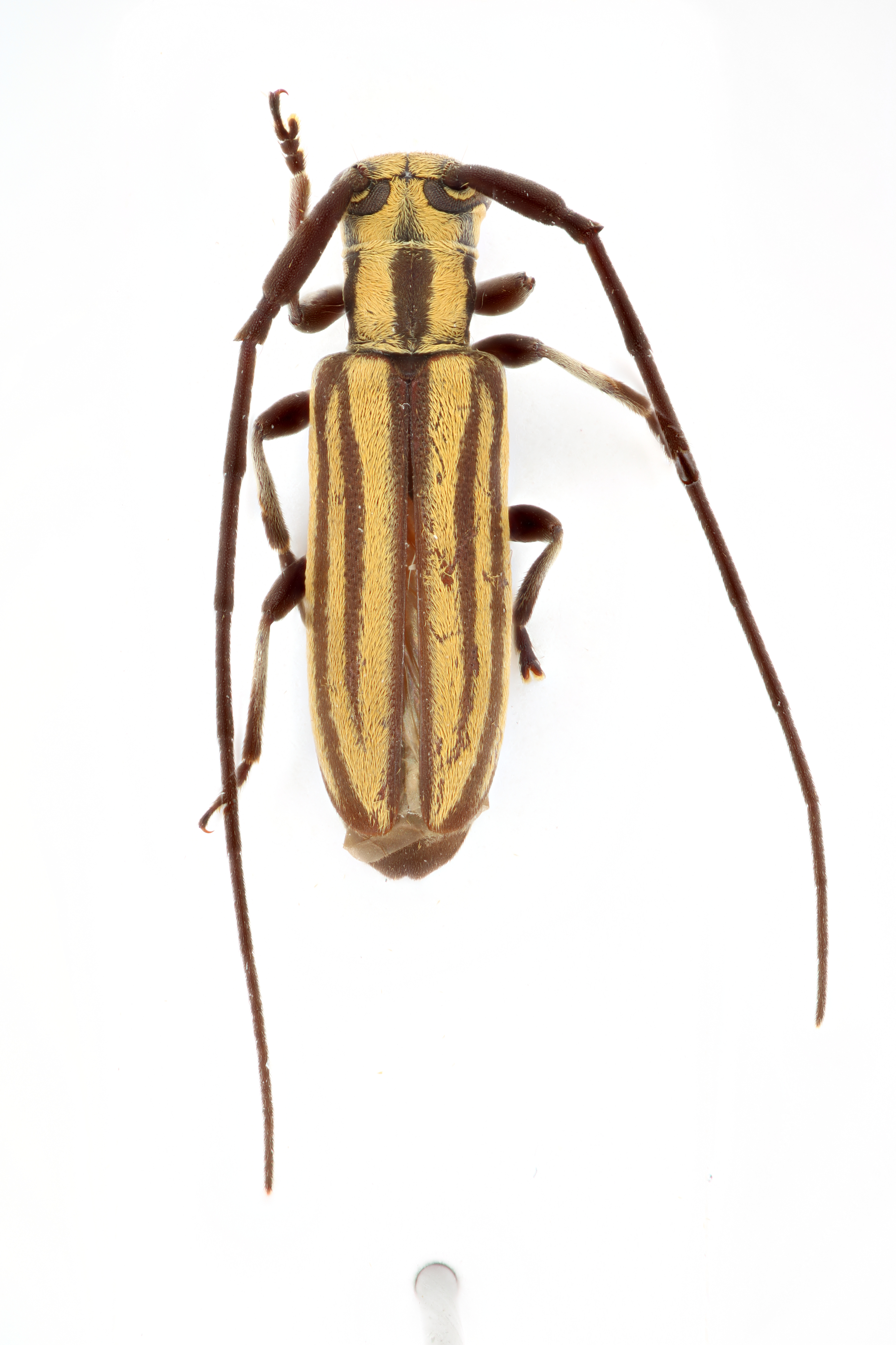
Eunidia sp.

## Especies
- Eunidia adlbaueri Teocchi, Sudre & Jiroux, 2010
- Eunidia aethiopica Teocchi, Sudre & Jiroux, 2010
- Eunidia affinis Breuning, 1939
- Eunidia albescens Breuning, 1939
- Eunidia albolineata Breuning, 1959
- Eunidia albolineatipennis Breuning, 1968
- Eunidia albomaculata R. Bate, Sudre & D. Bate, 2023
- Eunidia albonotata Pic, 1933
- Eunidia albopicta Breuning, 1939
- Eunidia albosignata Breuning, 1972
- Eunidia alboterminata Breuning, 1960
- Eunidia albovariegata Breuning, 1960
- Eunidia allardi Breuning, 1964
- Eunidia alternata Aurivillius, 1911
- Eunidia amaniana Teocchi, Sudre & Jiroux, 2016
- Eunidia andamanica Breuning, 1939
- Eunidia angolana Lepesme, 1953
- Eunidia annulata Aurivillius, 1925
- Eunidia annulata flavifrons Breuning, 1963
- Eunidia annulicornis Breuning, 1953
- Eunidia anteflava Lepesme & Breuning, 1953
- Eunidia apicalis Aurivillius, 1907
- Eunidia apicefusca Breuning, 1939
- Eunidia apicemaculata Breuning, 1939
- Eunidia argentea Sudre & Téocchi, 2002
- Eunidia aspersa Gahan, 1904
- Eunidia atripennis Pu & Yang, 1992
- Eunidia atripes Breuning, 1960
- Eunidia aureicollis Breuning, 1976
- Eunidia auricollis Breuning, 1957
- Eunidia batesii Olliff, 1889
- Eunidia bella Breuning, 1942
- Eunidia bicolor Gardner, 1936
- Eunidia bifasciata Aurivillius, 1911
- Eunidia bifuscoplagiata Breuning, 1954
- Eunidia bigriseovittata Breuning, 1962
- Eunidia biplagiata Aurivillius, 1925
- Eunidia bituberata Breuning, 1939
- Eunidia bjornstadi Teocchi, Sudre & Jiroux, 2014
- Eunidia boafoi Breuning, 1978
- Eunidia bremeri Breuning, 1981
- Eunidia breuningae Villiers, 1950
- Eunidia brunneopunctata Aurivillius, 1911
- Eunidia brunneopunctata bouyeri Teocchi, Jiroux & Sudre, 2007
- Eunidia brunneopunctata strigatoides Breuning, 1938
- Eunidia brunneovittata Breuning, 1939
- Eunidia brunneovittipennis Breuning, 1954
- Eunidia caffra arabica Breuning, 1968
- Eunidia caffra Fåhraeus, 1872
- Eunidia caffra flavescens Breuning, 1953
- Eunidia castanoptera Aurivillius, 1920
- Eunidia ceylanica Thomson, 1868
- Eunidia clathrata Breuning, 1966
- Eunidia coiffaiti Breuning, 1977
- Eunidia conradti Breuning, 1960
- Eunidia cordifera Aurivillius, 1914
- Eunidia crassicornis Breuning, 1954
- Eunidia cruciata Aurivillius, 1925
- Eunidia cyanoptera Aurivillius, 1910
- Eunidia cylindrica Breuning, 1939
- Eunidia cylindricollis Breuning, 1953
- Eunidia deceptrix Aurivillius, 1925
- Eunidia decorata Teocchi, Sudre & Jiroux, 2016
- Eunidia delahayei Sudre & Teocchi, 2014
- Eunidia densealbosparsa Breuning, 1954
- Eunidia dilacerata Aurivillius, 1925
- Eunidia discobivittata Breuning, 1939
- Eunidia discomaculata Breuning, 1940
- Eunidia discounivittata Breuning, 1953
- Eunidia discovittata Breuning, 1939
- Eunidia diversimembris Breuning, 1969
- Eunidia divisa (Pascoe, 1864)
- Eunidia dolosa (Pascoe, 1859)
- Eunidia dolosoides Teocchi, Jiroux & Sudre, 2004
- Eunidia duffyana Breuning, 1957
- Eunidia duffyi Breuning, 1957
- Eunidia duplicata (Pascoe, 1864)
- Eunidia elisae Sudre & C. Vitali, 2016
- Eunidia elongata Teocchi, Sudre & Jiroux, 2014
- Eunidia endroedyi Breuning, 1981
- Eunidia entwistlei Breuning, 1962
- Eunidia euzonata Gahan, 1904
- Eunidia exigua Aurivillius, 1907
- Eunidia fallaciosa Breuning, 1939
- Eunidia fallaciosa elongata Teocchi & Sudre, 2002
- Eunidia fasciata Gahan, 1904
- Eunidia femoralis Aurivillius, 1907
- Eunidia flava Breuning, 1952
- Eunidia flavicans Breuning, 1954
- Eunidia flavipes Breuning, 1969
- Eunidia flavoapicata Breuning, 1939
- Eunidia flavoapicata tchadensis Lepesme & Breuning, 1955
- Eunidia flavointerruptovittata Breuning, 1969
- Eunidia flavomarmorata Breuning, 1939
- Eunidia flavopicta Breuning, 1939
- Eunidia flavosignata Breuning, 1939
- Eunidia flavovittata Breuning, 1938
- Eunidia forticornis Breuning, 1943
- Eunidia frescola Teocchi, Sudre & Jiroux, 2014
- Eunidia fulvescens Breuning, 1976
- Eunidia fulvida (Pascoe, 1858)
- Eunidia fusca Breuning, 1953
- Eunidia fuscoapicalis Breuning, 1939
- Eunidia fuscoapicipennis Breuning, 1967
- Eunidia fuscomaculata Breuning, 1939
- Eunidia fuscomaculatoides Breuning, 1986
- Eunidia fuscomarmorata Breuning, 1962
- Eunidia fuscosignata Breuning, 1954
- Eunidia fuscostictica Breuning, 1939
- Eunidia fuscostictica evansi Teocchi, 1989
- Eunidia fuscovittata Breuning, 1939
- Eunidia fuscovitticollis Breuning, 1958
- Eunidia fuscovittithorax Breuning, 1971
- Eunidia genieri Sudre & Jiroux, 2021
- Eunidia ghanaensis Breuning, 1977
- Eunidia gracilis Teocchi, Sudre & Jiroux, 2011
- Eunidia griseitarsis Breuning, 1970
- Eunidia griseolineata Breuning, 1939
- Eunidia guttulata (Coquerel, 1851)
- Eunidia haplotrita Aurivillius, 1911
- Eunidia holoflava Breuning, 1965
- Eunidia holofusca Breuning, 1977
- Eunidia holonigra Breuning, 1954
- Eunidia holorufa Breuning, 1977
- Eunidia hovorkai Teocchi, Jiroux & Sudre, 2004
- Eunidia idactiformis Breuning, 1954
- Eunidia idactiformis namibiana Teocchi, Sudre & Jiroux, 2010
- Eunidia indistincta Breuning, 1939
- Eunidia infirma Breuning, 1939
- Eunidia infuscata Breuning, 1939
- Eunidia joveri Lepesme & Breuning, 1953
- Eunidia kinduensis Breuning, 1948
- Eunidia kivuana Breuning, 1952
- Eunidia kivuana tanzanicola Teocchi, 1998
- Eunidia kivuensis Breuning, 1948
- Eunidia kristenseni Aurivillius, 1911
- Eunidia kristenseni sabiensis Breuning, 1981
- Eunidia kumatai Hayashi, 1981
- Eunidia laeticiae Sudre & C. Vitali, 2016
- Eunidia laosensis Breuning, 1964
- Eunidia lateralis Gahan, 1893
- Eunidia lateraloides Breuning, 1963
- Eunidia laterialba Breuning, 1948
- Eunidia lerouxi Teocchi & Sudre, 2002
- Eunidia lindblomi Aurivillius, 1925
- Eunidia lineata Aurivillius, 1911
- Eunidia lineatoides Breuning, 1942
- Eunidia lizleri Teocchi & Sudre, 2002
- Eunidia lomii Breuning, 1938
- Eunidia lujai Breuning, 1951
- Eunidia luteovittata Teocchi, Sudre & Jiroux, 2015
- Eunidia macrophthalma Breuning, 1940
- Eunidia magnoculi Teocchi, Sudre & Jiroux, 2014
- Eunidia major Breuning, 1977
- Eunidia marmorea (Fairmaire, 1892)
- Eunidia mediomaculata Breuning, 1938
- Eunidia mediosignata Breuning, 1939
- Eunidia mehli Holzschuh, 1986
- Eunidia meleagris Aurivillius, 1928
- Eunidia microphthalma Breuning, 1956
- Eunidia mimica Jordan, 1903
- Eunidia minettii Teocchi, Sudre & Jiroux, 2010
- Eunidia minima Breuning, 1942
- Eunidia minor Breuning, 1954
- Eunidia mirei Breuning, 1967
- Eunidia mombasae Breuning, 1983
- Eunidia morettoi Teocchi, Sudre & Jiroux, 2015
- Eunidia mourgliae Breuning & Teocchi, 1983
- Eunidia mourgliana Teocchi, Sudre & Jiroux, 2013
- Eunidia mucorea Gahan, 1898
- Eunidia muellerae Bjørnstad, 2017
- Eunidia multialboguttata Breuning, 1957
- Eunidia multinigromaculata Breuning, 1967
- Eunidia murphyi Teocchi, Sudre & Jiroux, 2010
- Eunidia mussardi Lepesme & Breuning, 1957
- Eunidia nebulosa australica Thomson, 1868
- Eunidia nebulosa Erichson, 1843
- Eunidia nebulosa rustica Fåhraeus, 1872
- Eunidia nigeriae Breuning, 1950
- Eunidia nigricans Breuning, 1942
- Eunidia nigroapicalis (Pic, 1925)
- Eunidia nigroapicaloides Breuning, 1976
- Eunidia nigrolateralis Breuning, 1954
- Eunidia nigrosignata Breuning, 1939
- Eunidia nigroterminata Breuning, 1949
- Eunidia nigrovittata Breuning, 1939
- Eunidia nigrovittipennis Breuning, 1961
- Eunidia obliquealbovittatoides Breuning, 1986
- Eunidia obliquevittata Breuning, 1940
- Eunidia obliquevittipennis Breuning, 1971
- Eunidia obliquevittulipennis Breuning, 1977
- Eunidia ochraceovittata Breuning, 1939
- Eunidia ochreomarmorata Breuning, 1939
- Eunidia ochreopicta Breuning, 1964
- Eunidia octoplagiata Breuning, 1955
- Eunidia okahandjae Breuning, 1943
- Eunidia opima Holzschuh, 1986
- Eunidia ornata Breuning, 1960
- Eunidia paramarmorata Breuning, 1986
- Eunidia pararothkirchi Breuning, 1977
- Eunidia parasenegalensis Breuning, 1977
- Eunidia paraspilota Teocchi, Jiroux & Sudre, 2004
- Eunidia parastrigata girardi Breuning, 1981
- Eunidia partegriseicornis Breuning, 1976
- Eunidia partenigroantennalis Breuning, 1969
- Eunidia partenigrofemoralis Breuning, 1977
- Eunidia parvula Teocchi, Sudre & Jiroux, 2015
- Eunidia philippinarum Aurivillius, 1922
- Eunidia pilicornis Teocchi, Sudre & Jiroux, 2011
- Eunidia piperita Gahan, 1898
- Eunidia piperita latefasciata Teocchi, Sudre & Jiroux, 2010
- Eunidia plagiata Gahan, 1898
- Eunidia postfasciata Breuning, 1947
- Eunidia propinqua Breuning, 1939
- Eunidia pseudocastanoptera Breuning, 1954
- Eunidia pseudosenilis Breuning, 1971
- Eunidia pseudosocia Breuning, 1954
- Eunidia pujoli Teocchi, Sudre & Jiroux, 2011
- Eunidia pulchra Breuning, 1939
- Eunidia punctulicollis Breuning, 1957
- Eunidia pygmaea Fåhraeus, 1872
- Eunidia quadrialbosignata Breuning, 1965
- Eunidia quadrialbovittata Breuning, 1961
- Eunidia quadricincta Aurivillius, 1911
- Eunidia quadrivittata Breuning, 1938
- Eunidia quinquemaculata Breuning, 1939
- Eunidia raffrayi Breuning, 1970
- Eunidia rondoni Breuning, 1962
- Eunidia rothkirchi Breuning, 1954
- Eunidia rufa Aurivillius, 1921
- Eunidia rufescens Breuning, 1939
- Eunidia ruficornis Breuning, 1949
- Eunidia rufina Breuning, 1953
- Eunidia rufolineata Breuning, 1939
- Eunidia rufolineata werneri Teocchi, 1989
- Eunidia rufula (Fairmaire, 1905)
- Eunidia rufulicornis Breuning, 1954
- Eunidia rufuloides Breuning, 1939
- Eunidia savioi (Pic, 1925)
- Eunidia scorteccii Breuning, 1959
- Eunidia scotti Breuning, 1939
- Eunidia semirufa Aurivillius, 1916
- Eunidia semirufula Teocchi, Sudre & Jiroux, 2015
- Eunidia senegalensis Breuning, 1966
- Eunidia setosa Breuning, 1938
- Eunidia similis Breuning, 1942
- Eunidia simplex Gahan, 1890
- Eunidia simplicior Breuning, 1939
- Eunidia snizeki Teocchi, Sudre & Jiroux, 2014
- Eunidia socia Gahan, 1909
- Eunidia spilota Gahan, 1904
- Eunidia spilotoides Breuning, 1939
- Eunidia spinicornis (Péringuey, 1888)
- Eunidia splendida Breuning, 1954
- Eunidia stramentosa Breuning, 1939
- Eunidia stramentosipennis Breuning, 1954
- Eunidia strigata Fåhraeus, 1872
- Eunidia subalbicans Breuning, 1961
- Eunidia subfasciata Gahan, 1898
- Eunidia subflavoapicata Breuning, 1966
- Eunidia subinfirma Breuning, 1955
- Eunidia subnigra Breuning, 1955
- Eunidia subpygmaea Breuning, 1965
- Eunidia subteralba Breuning, 1942
- Eunidia subtergrisea Thomson, 1868
- Eunidia subtessellata fulgurata Aurivillius, 1911
- Eunidia subtessellata Gahan, 1909
- Eunidia subtimida Breuning, 1954
- Eunidia subvagepicta Breuning, 1963
- Eunidia sulphurea Aurivillius, 1925
- Eunidia suturealba Breuning, 1942
- Eunidia taiwanensis Hayashi & Nara, 1992
- Eunidia tanzanicola Teocchi & Sudre, 2003
- Eunidia thomensis Breuning, 1970
- Eunidia thomseni Distant, 1898
- Eunidia timida Pascoe, 1864
- Eunidia transversefasciata Breuning & de Jong, 1941
- Eunidia transversevittata Breuning, 1940
- Eunidia trialbofasciata Breuning, 1960
- Eunidia tricolor Breuning, 1962
- Eunidia trifasciata Aurivillius, 1924
- Eunidia trifuscopunctata Breuning, 1948
- Eunidia tripunctata Aurivillius, 1911
- Eunidia tripunctata nigricornis Breuning, 1950
- Eunidia trivittata Aurivillius, 1927
- Eunidia trivitticollis Teocchi & Sudre, 2002
- Eunidia tubericollis Breuning, 1961
- Eunidia ugandicola Teocchi, Sudre & Jiroux, 2015
- Eunidia unicolor Breuning, 1950
- Eunidia unicoloricornis Breuning, 1962
- Eunidia unicoloricornis yaoundeana Breuning, 1969
- Eunidia unifuscomaculata Breuning, 1960
- Eunidia vagefuscomaculata Breuning, 1969
- Eunidia vageguttata Breuning, 1939
- Eunidia vagemarmorata Breuning, 1954
- Eunidia vagepicta Breuning, 1957
- Eunidia vagevittata Breuning, 1939
- Eunidia vansomima Teocchi, Sudre & Jiroux, 2016
- Eunidia vansoni Breuning, 1981
- Eunidia varicolor Breuning, 1971
- Eunidia varicoloripennis Breuning, 1969
- Eunidia varicornis Breuning, 1961
- Eunidia variegata (Thomson, 1857)
- Eunidia varipes Breuning, 1950
- Eunidia vestigialis (Pascoe, 1864)
- Eunidia vittata (Pic, 1932)
- Eunidia vitticollis Breuning, 1939
- Eunidia wittei Breuning, 1940
- Eunidia xyliae Gardner, 1941
- Eunidia yemeniensis Breuning, 1968
- Eunidia ziczac Breuning, 1939